# (5468) Hamatonbetsu
(5468) Hamatonbetsu ist ein Asteroid des Hauptgürtels, der am 16. Januar 1988 von den japanischen Astronomen Masaru Mukai und Masanori Takeishi am Observatorium in Kagoshima entdeckt wurde. Der Asteroid wurde bereits am 1. Dezember 1962 unter der vorläufigen Bezeichnung 1962 XH am Goethe-Link-Observatorium in Brooklyn im US-Bundesstaat Indiana beobachtet.
Der Asteroid wurde nach der Stadt Hamatonbetsu im Landkreis Esashi auf Hokkaidō benannt, dem Wohnort von Masanori Takeishi.